# Zásmuky (nádraží)
Zásmuky jsou dopravna D3 (někdejší železniční stanice) v severní části města Zásmuky v okrese Kolín ve Středočeském kraji nedaleko říčky Špandavy. Leží na jednokolejné trati Pečky–Bečváry. Od roku 2006 zde nejezdí pravidelné osobní vlaky, pouze jízdy turistických vlaků.

## Historie
Stanice vystavěná dle typizovaného stavebního vzoru byla otevřena 25. října 1881 společností Rakouské společnosti místních drah (ÖLEG) v úseku z Peček, kudy od roku 1845 vedla železnice společnosti Severní státní dráha z Olomouce do Prahy, jakožto koncová stanice. Ve stejném datu byla ze stanice Bošice vyvedena dráha do Kouřimi. Od roku 1887 vedla ze Zásmuk nákladní vlečka do Bečvár, ležících na trati mezi Kolínem a Ratajemi nad Sázavou, roku 1901 byla zprovozněna i pro osobní přepravu.
Po zestátnění dráhy v roce 1884 pak obsluhovala stanici jedna společnost, Císařsko-královské státní dráhy (kkStB), po roce 1918 pak správu přebraly Československé státní dráhy.

## Popis
Nacházejí se zde dvě nekrytá hranová nástupiště, k příchodu na nástupiště slouží přechody přes koleje.